# Campeonato Paulista de Futebol de 1954
O Campeonato Paulista de Futebol de 1954 foi a 14.ª edição do campeonato organizado pela FPF. Teve como campeão a equipe do Corinthians e o Palmeiras como vice-campeão.
Humberto Tozzi, do Palmeiras, foi o artilheiro, com 36 gols.

## História
O Campeonato Paulista de 1954 entrou para a história da cidade de São Paulo e da competição, já que também fez parte das comemorações do Quarto Centenário da capital paulista, que foi fundada em 1554.
O jogo que definiu o campeonato foi disputado no dia 6 de fevereiro de 1955, no Estádio do Pacaembu, onde Corinthians e Palmeiras tiveram um dos mais importantes jogos da história do derby.
O empate bastava para o Corinthians conquistar o título. Para o Palmeiras, era preciso derrotar o rival e torcer por um novo revés alvinegro na última rodada, contra o São Paulo. O alvinegro fez o que precisava, saindo na frente, com um gol de Luizinho logo no primeiro tempo, aos dez minutos. Depois de o Palmeiras, vestido com camisas azuis, por recomendação de um pai de santo, igualar o placar com um gol de Nei, aos sete minutos do segundo tempo, o alvinegro segurou o empate por 1 a 1 e comemorou a importante conquista.
Após esse título, o Corinthians somente viria a sagrar-se campeão paulista novamente quase 23 anos depois, em 1977, no maior período sem taças da história do alvinegro paulista.

## Participantes
Foram participantes desta edição: Juventus, Portuguesa, Corinthians, Palmeiras, São Paulo e Ypiranga, (todas de São Paulo), Santos (de Santos), Guarani e Ponte Preta (ambas de Campinas), XV de Novembro de Piracicaba, (de Piracicaba), XV de Novembro de Jaú (de Jaú), Noroeste (de Bauru), São Bento (de São Caetano do Sul) e Linense (de Lins).

## Regulamento
O campeonato foi disputado em turno e returno, com pontos corridos, sendo campeã a equipe que somou o maior número de pontos na soma dos dois turnos. 

## Jogo do título
| 6 de fevereiro de 1955 | Corinthians  | 1–1           | Palmeiras | Estádio do Pacaembu, São Paulo, São Paulo |
|                        | Luizinho 10' | Ficha técnica | Nei 52'   | Árbitro: Esteban Marino                   |

Corinthians: Gilmar; Homero, Alan, Idário e Goiano; Roberto, Cláudio, Luizinho; Baltazar, Rafael e Simão. Técnico: Oswaldo Brandão
Palmeiras: Laércio; Manoelito, Cação, Nilo e Waldemar Fiúme; Dema, Liminha, Humberto e Nei; Jair Rosa Pinto e Rodrigues. Técnico: Aymoré Moreira
| Campeão Paulista de 1952 |
| ------------------------ |
| CORINTHIANS (15º título) |